# Le Pays d'où je viens
Pour plus de détails, voir Fiche technique et Distribution.
Le Pays d’où je viens est un film français réalisé par Marcel Carné, sorti en 1956.

## Synopsis
Éric (Gilbert Bécaud), héritier d'une grosse fortune, fuit son oncle Ludovic (Jean Toulout), son tuteur qui veut capter sa fortune. Éric débarque dans une petite ville de province et découvre qu'il est le sosie parfait de Julien (Gilbert Bécaud), un pianiste amoureux de la jolie serveuse Marinette (Françoise Arnoul).

## Fiche technico-artistique
- Titre : Le Pays d'où je viens
- Réalisateur : Marcel Carné (assistant réalisateur, Jean Vivet et Raoul Sangla)
- Scénario : Jacques Emmanuel
- Adaptation : Marcel Carné, Marcel Achard et Jacques Emmanuel
- Dialogues : Marcel Achard
- Scripte : Francine Corteggiani
- Musique : Gilbert Bécaud, dirigée par Raymond Bernard
- Lyrics : Louis Amade et Pierre Delanoë
- Décors : Jean-Denis Malclès et Jean Douarinou
- Costumes : Chrisitain Dior, Max Eveline
- Photographie : Philippe Agostini
- Cameraman : Jean-Marie Maillols
- Son : Jean Bertrand
- Montage : Paulette Robert
- Production : Clément Duhour
- Format : 35 mm. Couleur (Technicolor) - ratio 1,37:1
- Genre : Comédie - Film musical
- Durée : 94 minutes
- Date de sortie : 19 octobre 1956, France

## Distribution

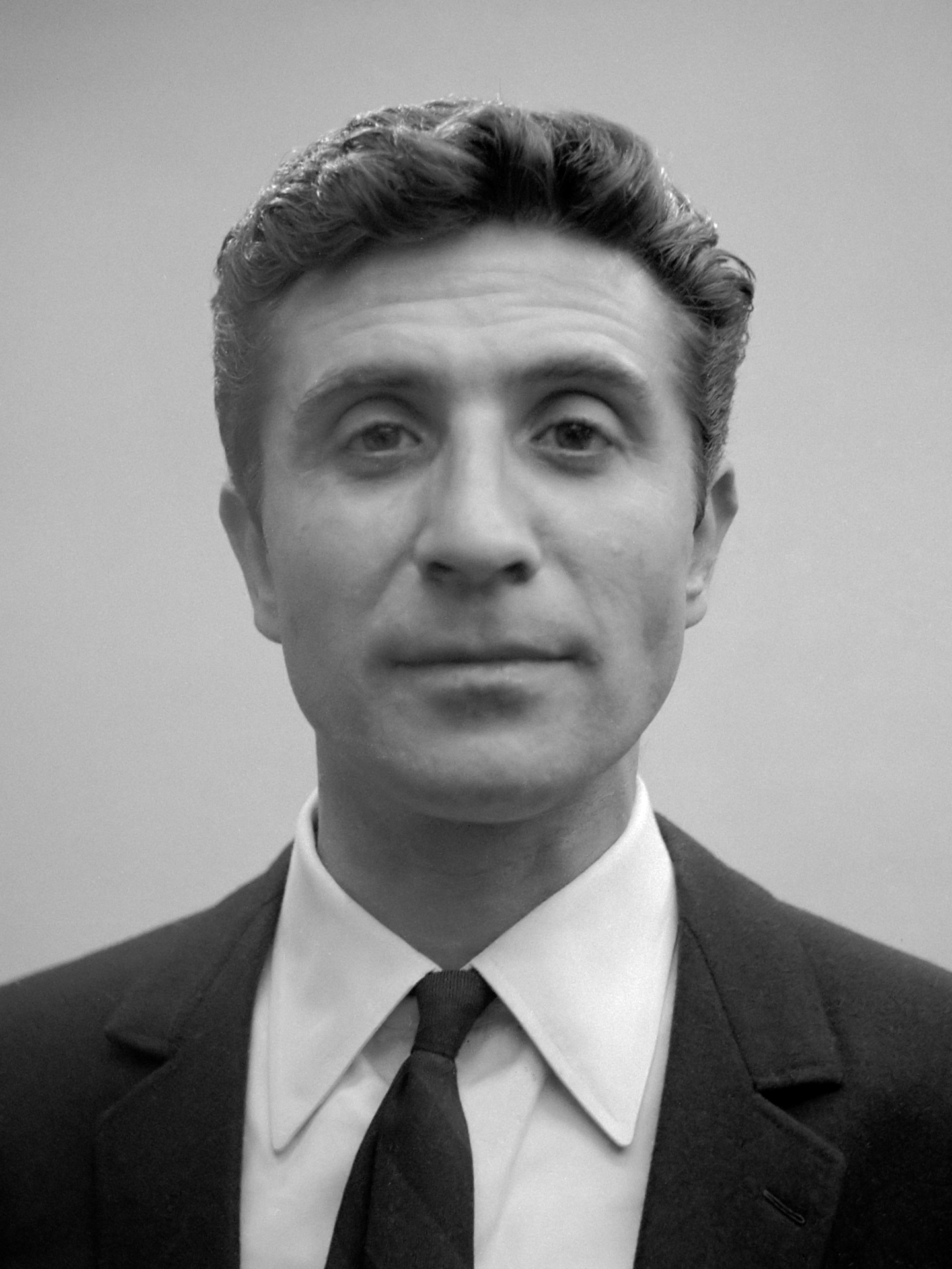
Gilbert Bécaud interprète deux rôles dans le film

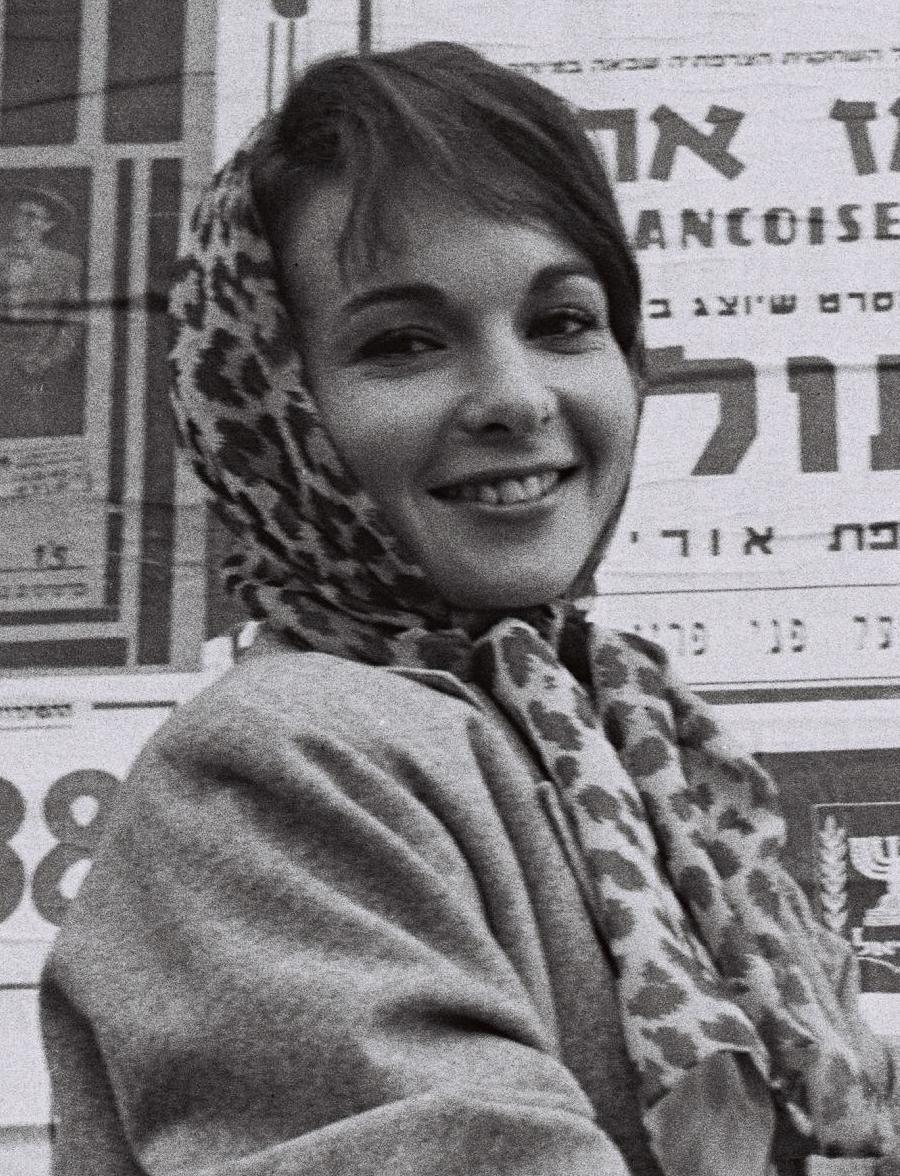
Françoise Arnoul interprète le rôle de Marinette

- Gilbert Bécaud : Julien Barrère / Éric Perceval
- Françoise Arnoul : Marinette Ardouin
- Jean Toulout : L'oncle Ludovic
- Claude Brasseur : Roland
- André Gabriello : le patron de la brasserie
- Madeleine Lebeau : Adrienne Terreau, la pharmacienne
- Gaby Basset : la caissière de la brasserie
- Jean-Michel Brémer : Michel Ardouin
- Chantal Gozzi : Sophie Ardouin
- Camille Guérini : le curé
- Marcel Bozzuffi : le camionneur
- Gabrielle Fontan : la paroissienne
- Jacques Dhery : Le premier sbire
- Émile Drain : le médecin
- Martial Rèbe : le fonctionnaire client de la brasserie
- Charles Lemontier : le directeur du magasin
- Georges Debot : un garçon de la bande à Roland
- Gilbert Moreau ; un gendarme
- Lucien Fleuret : le second sbire
- Amela : un garçon de la bande à Roland
- Sylviane Contis : une fille de la bande à Roland
- Jacqueline Dorian : une fille de la bande à Roland
- André Numès fils : le petit employé
- Henri Coutet : le client de la pharmacie

## Accueil et critiques
Le Pays d'où je viens est un film plutôt oublié de Marcel Carné, un des rares à ne pas avoir été édité sous forme de DVD. 
À la sortie du film, la critique n'était pas tendre. Dans Arts, François Truffaut déplore l'absence de Jacques Prévert au générique et dans Cinéma 56, Gilbert Salachas qualifie le film de « bluette sans prétention, bien racontée dans un style gentiment désuet »

## Autour du film

### Musique
Les chants sont interprétés par les Petits Chanteurs à la croix de bois de Saint-Maur-des-Fossés dont un des membres joue l'enfant de chœur dans la scène de la Messe de minuit

### Tournage
Certaines scènes du film ont été tournées à Lantriac, non loin du Puy-en-Velay, en Haute-Loire.